# Graptomyza hardyi
Graptomyza hardyi är en tvåvingeart som beskrevs av Greene 1949. Graptomyza hardyi ingår i släktet Graptomyza och familjen blomflugor. Inga underarter finns listade i Catalogue of Life.